# Pątnów
Pątnów è un comune rurale polacco del distretto di Wieluń, nel voivodato di Łódź.
Ricopre una superficie di 114,3 km² e nel 2004 contava 6 502 abitanti.